# Udaspes folus
Udaspes folus är en fjärilsart som beskrevs av Pieter Cramer 1775. Udaspes folus ingår i släktet Udaspes och familjen tjockhuvuden. Inga underarter finns listade i Catalogue of Life.

## Bildgalleri

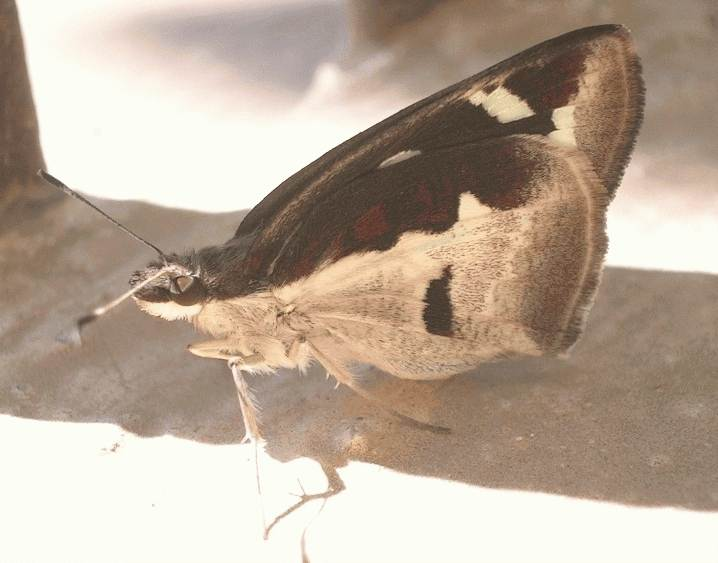
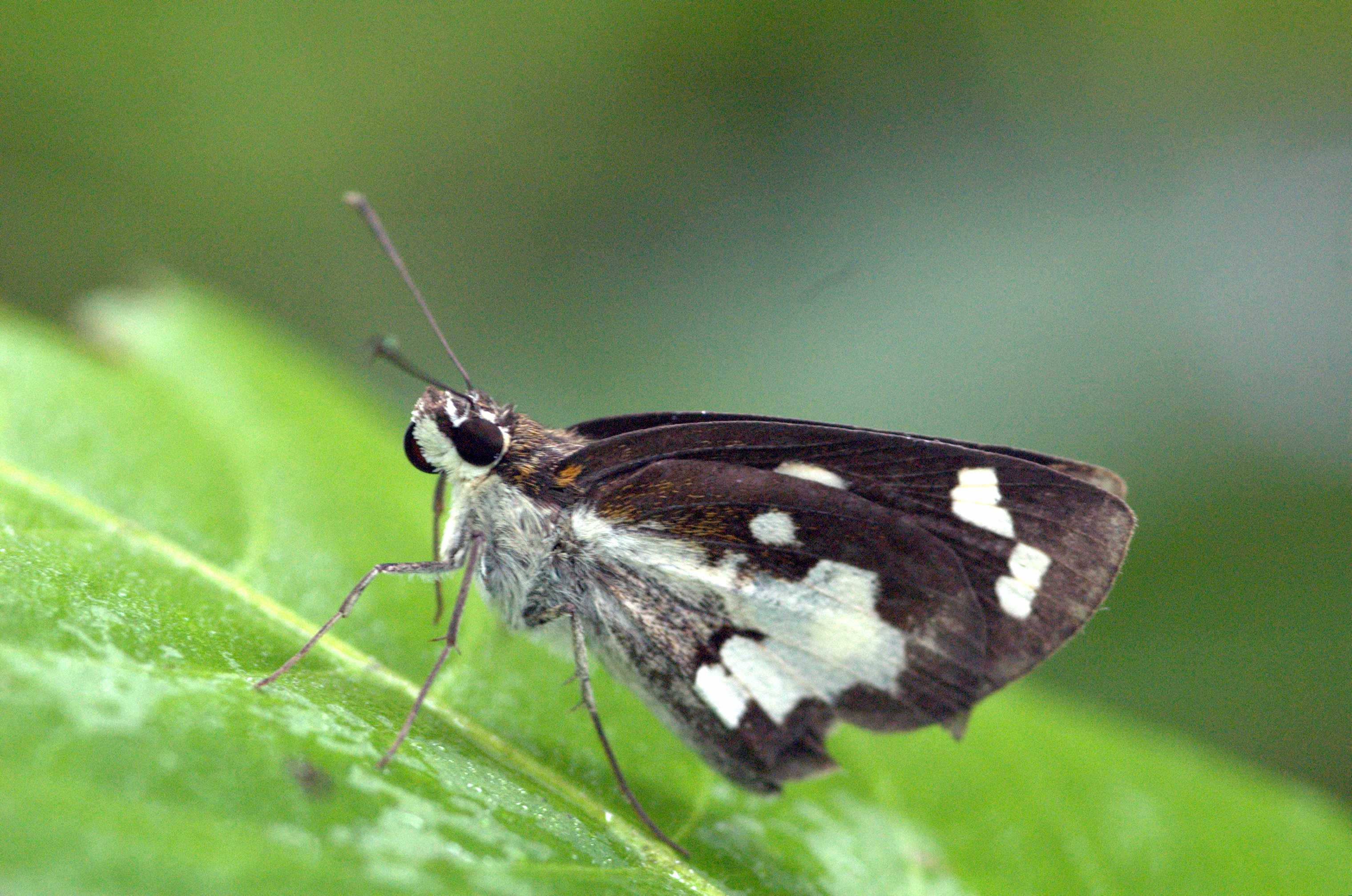
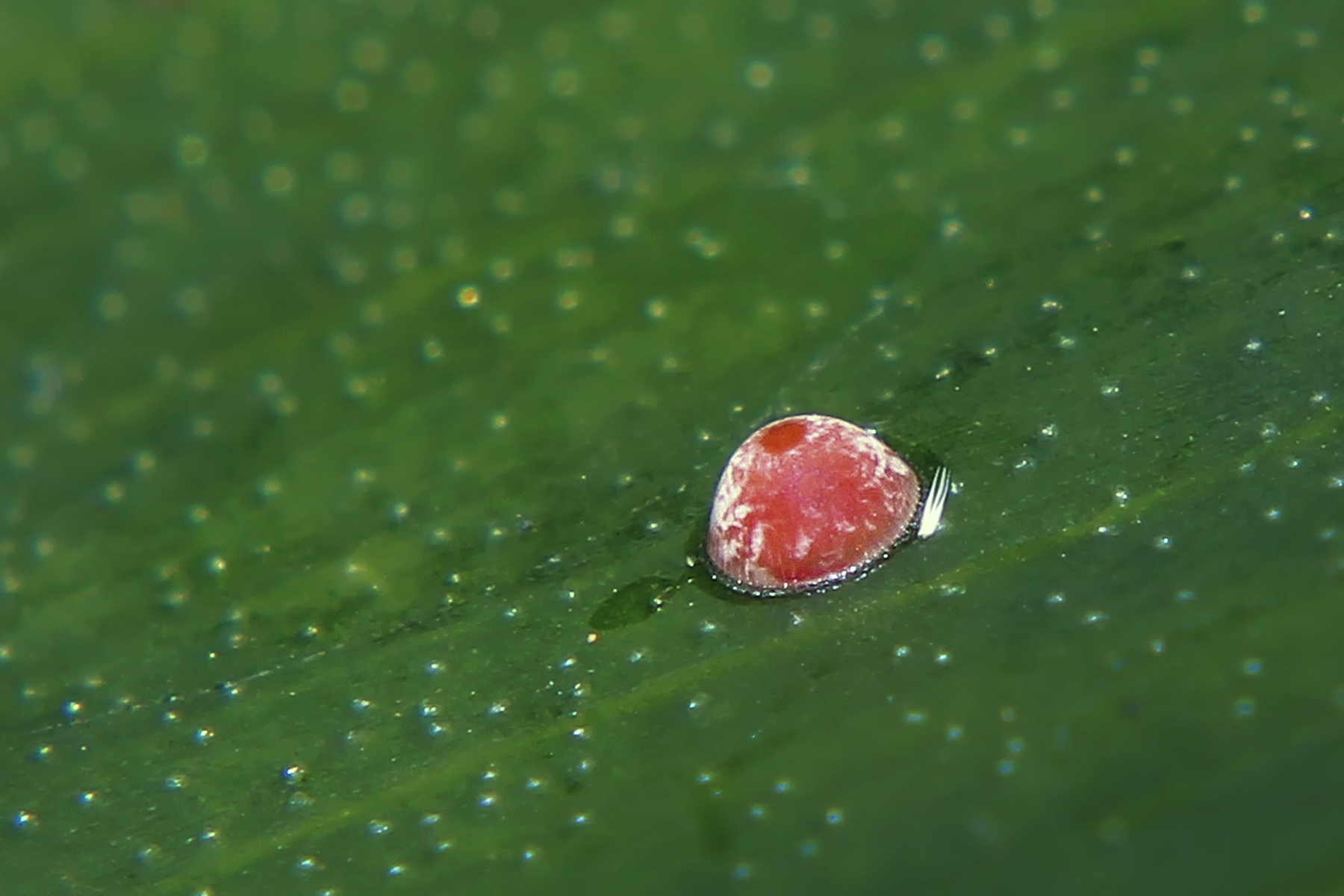
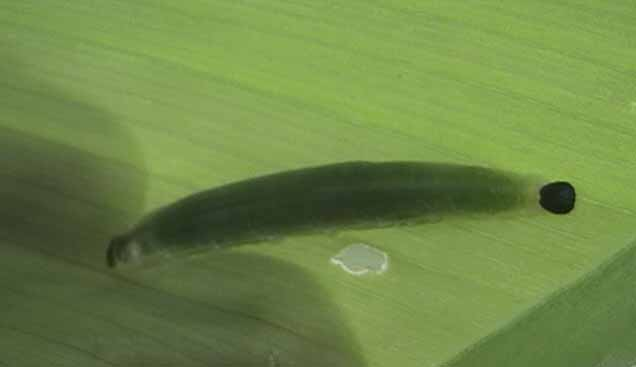
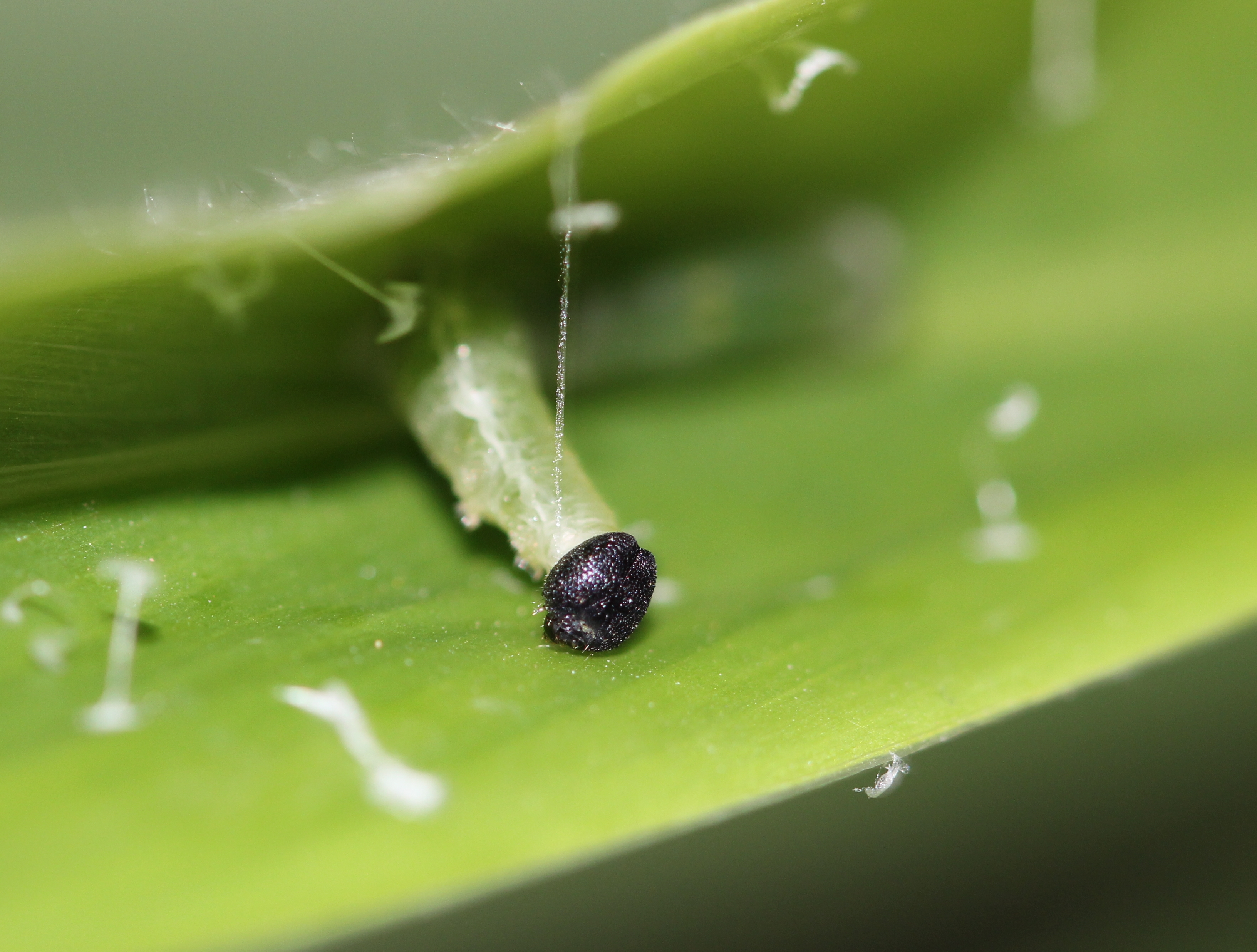
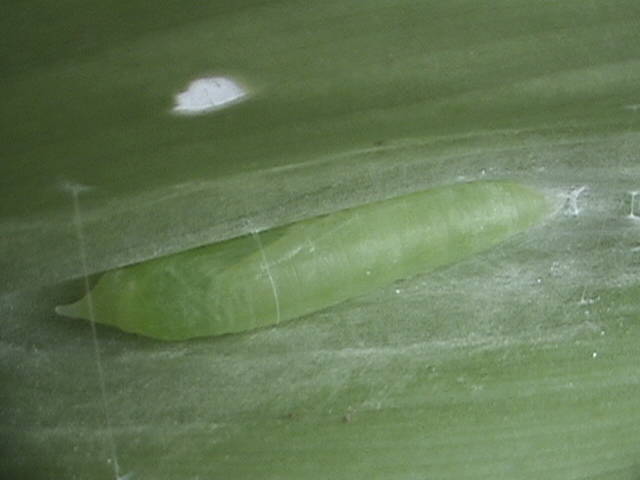
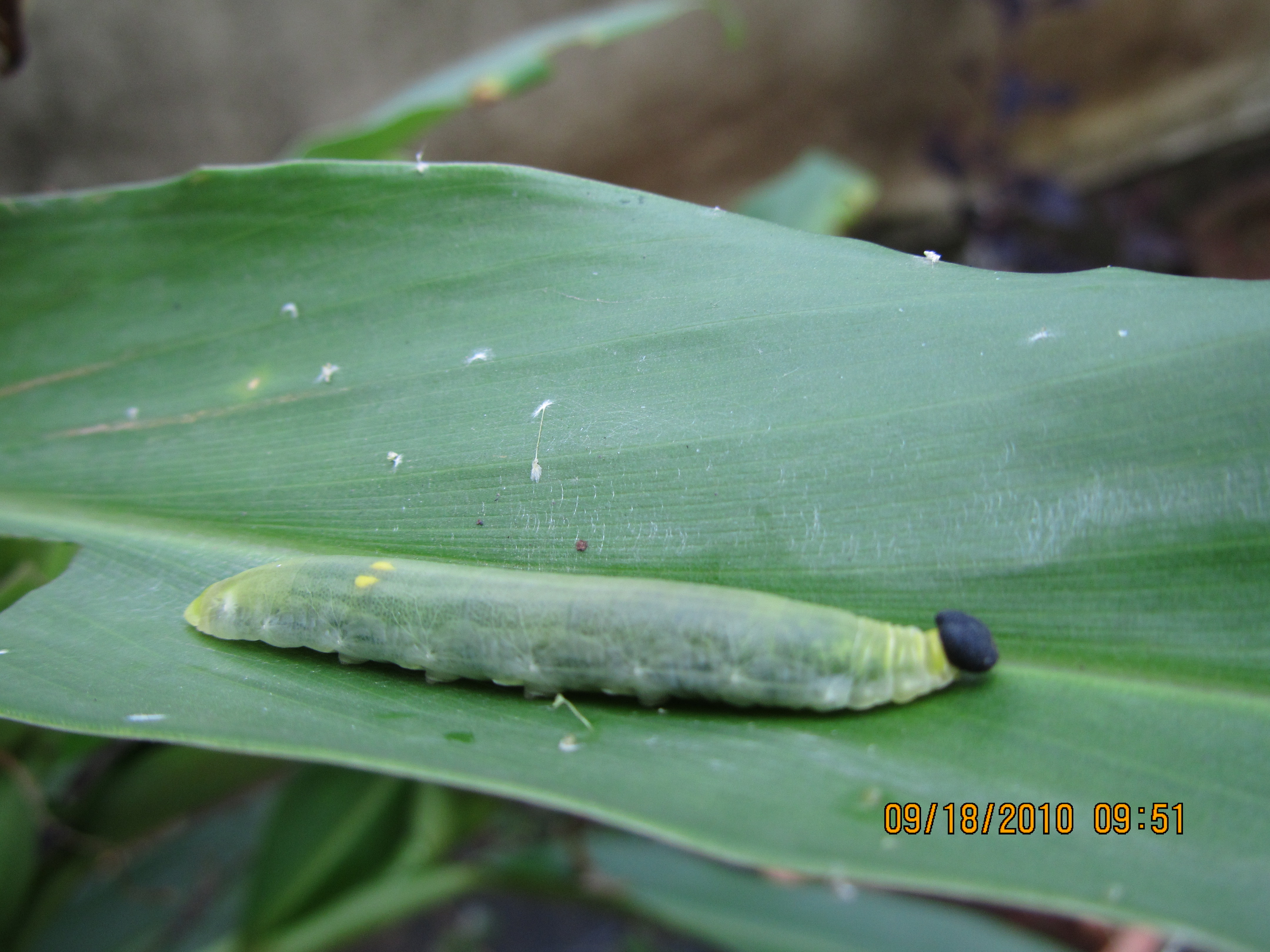